# Maria von Hausswolff
Maria von Hausswolff, née le 13 mars 1985 à Göteborg (Suède), est une directrice de la photographie, réalisatrice et musicienne suédoise.

## Biographie
Maria von Hausswolff est fille de l'artiste Carl Michael von Hausswolff. Sa sœur cadette est la musicienne Anna von Hausswolff, pour les œuvres de laquelle elle travaille occasionnellement comme chanteuse. 
Elle suit les cours à l'École danoise de cinéma à Copenhague et ceux de l'Université d'État des beaux-arts (Staatliche Hochschule für Bildende Künste) à Francfort.
Elle est directrice de la photographie de son premier long métrage, sorti en 2016, Parents (Forældre) de Christian Tafdrup, et reçoit le Bodil du meilleur directeur de la photographie pour ce film l'année suivante.
En 2017, elle fait la photographie du film Winter Brothers de Hlynur Pálmason, ce qui lui vaut le Bodil Award de la meilleure photographie et le prix Robert du meilleur directeur de la photographie de l'année en 2018,.

## Filmographie partielle

### Au cinéma

#### Direction de la photographie
- 2013 : En maler  (court métrage)
- 2014 : Mamma är Gud  (court métrage)
- 2014 : Emmafilmemma  (court métrage)
- 2014 : Seven Boats  (court métrage)
- 2014 : Shadowland  (court métrage)
- 2015 : Jag vill nå dig  (court métrage)
- 2015 : I remember when I die (da)
- 2016 : Parents (Forældre)
- 2017 : Winter Brothers
- 2018 : Entrance to the End  (court métrage, aussi scénario, réalisation et montage)
- 2019 : Adoptée - Pourquoi moi ?
- 2019 : Un jour si blanc  (Hvítur, hvítur dagur)
- 2020 :  Samtidigt på Jorden  (cinématographie complémentaire)
- 2022 : Godland
- 2023 : Janet Planet (de)
- 2024 : Fighting Demons with Dragons
- 2024 : Life and Other Problems
- 2025 : The Stranger (da)

#### Réalisation
- 2017 : Alien Tourist  (court métrage)
- 2018 : Entrance to the End  (court métrage, aussi scénario, direction de la photographie et montage)

## Récompenses et distinctions
- (en) Maria von Hausswolff: Awards, sur lInternet Movie Database

### Récompenses
- Bodil 
  - 2023 : Meilleure photographie pour Godland
  - 2018 : Meilleure photographie pour Winter Brothers
  - 2017 : Meilleure photographie pour Parents
- Prix Edda (Islande)
  - 2023 : Meilleure photographie pour Godland
  - 2020 : Meilleure photographie pour A White, White Day
- Camerimage
  - 2017 : Meilleure première photographie pour Winter Brothers
- Chicago International Film Festival
  - 2022 : Silver Hugo de la meilleure photographie pour Godland
- Festival du cinéma européen de Séville (es)
  - 2017 : Meilleure photographie pour Winter Brothers

### Nominations
- Festival international du film des frères Manaki 
  - 2019 : Golden Camera 300 pour A White, White Day
- Danish Film Awards (Robert)
  - 2023 : Nomination pour la meilleure photographie (en) pour Godland
  - 2017 : Nomination pour la meilleure photographie pour Parents
- Chlotrudis Awards
  - 2024 : Nomination pour la meilleure photographie pour Godland
- International Cinephile Society
  - 2023 : Nomination pour la meilleure photographie pour Godland (2e place)
- VHS Awards
  - 2023 : Nomination pour la meilleure photographie pour Godland